# Хотинська земля
Хотинська земля (рум. Ținutul Hotin) — Хотинський цинут адміністративна одиниця (XIV-XVIII) Молдовського князівства.

## Етимологія
Термін цинут від рум. «a ține» — «тримати», у слав'яно-Молдовських документах — «держава». Проте з огляду на те, що руська мова була в Молдовському князівстві спочатку державною, а згодом мала офіційний статус, більш уживаним був термін — «земля» (іноді «окру́га», «волость»). Якщо «Țara» — означала «земля» у розумінні держава (країна), то «Ținutul» — «земля» у розумінні адміністративно-територіальної одиниці, частини країни.

## Географічне положення
Хотинська земля знаходився у північно-східній частині Молдовського князівства у Прутсько — Дністровському межиріччі. Північна межа повіту збігалася з кордоном між Молдовським князівством та Польським королівством (ріка Дністер). На заході межувала з Чернівецькою землею (річка Рингач), на півдні — з Сорокською (річка Чугур), на півдні — Дорохойською (ріка Прут).

## Історичні передумови
В кінці ХІІ ст. на півдні Галицько-Волинської держави почало формуватись територіальне утворення Шипинська земля. Після монголо-татарської навали на Русь зв'язки з галицько-волинськими землями ослабли, й Шипинська земля фактично стала самостійним утворенням під зверхністю Золотої Орди. Із занепадом останньої на південних околицях зародилося нове державне утворення — Молдовське воєводство. Шипинська земля стала причиною запеклих суперечок і конфліктів Польського королівства, Угорського королівства та молодої Молдовської держави.

З огляду на обіцяну автономію та державний статус православного обряду в Молдовії, Шипинська земля в 1367 році фактично увійшла до складу Молдовської держави.

## Організація цинуту
Хотинська земля була сформована з Хотинської та частини Цецинської волостей Шипинської землі, а також деяких земель південніше у Прутсько — Дністровському межиріччі. Адміністративно входила до однієї з трьох культурно-географічних частини Молдовського князівства — Верхньої Молдови, якою управляв Великий Ворник.
Керував землею — намісник Господаря «уставичний» Староста (рум. Staroste de Cernăuți), якого призначали не тільки для виконання адміністративних, фіскальних та судових функцій, але й для контролю ситуації на молдовсько-польському кордоні. Військовою організацією землі з XVII ст. опікувався Великий капітан цинуту. У кожній землі діяли: відповідальний за фортеці (перерубець), стягувач судових штрафів (Глобник), стягувач військових податків (ілішар) тощо.
Центром землі було місто Хотин. Містом керував Війт (шолтуз), якого щорічно призначав Господар. При війтові діяла Рада з 12 представників (пиргарів), обраних з верхівки міського населення. Вказаний орган виступав Судом за внутрішньоміськими справами і розподіляв серед міщан податки.
На чолі сільської громади був сільський староста, який виступав суддею (за що отримував третину судових штрафів) та збирав податки.

## Населення
Згідно з «Катастихом числа селян, дворян, ветафів, немешів та священиків» (1591), в північних землях Молдовського князівства налічувалося близько 8903 дворів (загальна чисельність населення могла сягати 30-32 тис. осіб).

Панівною верхівкою були бояри (рум. boieri) — великі, середні та дрібні феодали. Всі вони знаходились тільки в прямій залежності від господаря, звільнялись від оподаткування, могли займати державні посади. На території краю були також представники особливої групи феодалів — куртяни (рум. curteani) — особисті слуги Господаря. До прошарку феодалів практично належали й представники духовенства (єпископи, настоятелі монастирів тощо), які брали безпосередню участь в управлінні країною та регіонами.

Селяни за правовим статусом ділились на резешів (рум. răzeşi) — вільні селяни, які володіли землями громадою, безоплатно брали участь у війнах, за що могли наділятися особистою землею, призначатися на державні посади, практично переводитись у «куртяни»; простих селян (рум. țărani) — «державні» та «приватні» були формально вільними, але зобов'язаними відробляти панщину, платити десятину; кріпосних (рум. vecini) — повністю безправні та залежні від пана, який міг ними торгувати.

Найнижчим прошарком були цигани (рум. țigani) — практично раби.

Міщани поділялись на купців, ремісників та низи.

### Етнічний склад
Те, що за русини залишались панівною етнічною групою на Буковині красномовно засвідчують топонімічні матеріали. З 124 топонімів, зафіксованих актами XV ст., 118 належать слов'янським, тобто українським. Три — вважають такими, що не мають відповідників ані у слов'янських, ані в романських мовах. І тільки три топоніми мають волоське походження.
Джерела кінця XVI — початку XVIII ст.ст. засвідчують поліетнічність населення країни, та північної її частини зокрема. Крім русинів та волохів, там жили татари, поляки, серби, вірмени, болгари, семигородські німці та багато циган. Водночас край продовжували активно заселяти — волохи та німці з Семигороду, євреї та поляки з Німеччини та Польщі. Після потрапляння під панування Османської імперії у регіоні почала зменшуватись кількість вірменів (які переслідувались) водночас суттєво збільшилась діаспора греків.

За різним даними, русини в Хотинській та Чернівецькій землях становили від 60 до 70 %.

В межах Верхньої Молдови загалом, кількість русинів була на рівні 50 %. У межах всієї Молдовської держави — від 30 до 40 %.

Вказане підтверджується «хроніками Грігорє Урєкє» (Молдовського літописця), з яких випливає, що на межі XV–XVI ст.ст. більше третини мешканців Молдовського князівства розмовляли (рідною) руською мовою.

## Характерні риси Молдовського періоду
Після входження до складу Молдовської держави термін Шипинська земля поступово був витіснений іншим — Буковина. Після реформи 1457-го року Хотинська волость стала Хотинським цинутом. Із всіх волостей колишньої Щипинської землі автономний статус зберігся тільки у Довгопільського околу (Хмелівська волость).
З 1685-го до 1699-го Буковина — Чернівецьке староство Речі Посполитої. Управління краєм здійснював староста Костянтин Туркул (Туркулець).
З 1711-го до 1774-го Хотинська земля — Хотинська райя (до 1719-го включно з Чернівецькою землею). Характерним для періоду Хотинської райї є те, що економічно райятянам жилося певною мірою краще, ніж іншому населенню Молдовського князівства. На території Райї податки були податками. Десятина була десятиною. В інших регіонах бояри стягували не стільки, скільки встановлено, а стільки, скільки можна було вичавити для задоволення власних потреб, потреб господаря та сюзерена — Порти. Десятина не рідко перетворювалась в 1/8, а то й 1/6.
Безумовним позитивом «Молдовського періоду» є збереження місцевим населенням дідівського православного обряду.
Саме в цей період були засновані ціла низка населених пунктів Хотинської землі — Новоселиця (1456), Сокиряни (1666), Кельменці (1559), Липкани (1669), Бричани (1562), Єдинці (1431), Купчінь (1431) тощо. Водночас, характерними рисами є те, що Хотинщина постійно ставала театром воєнних дій. Це спустошувало край, доводило до жалюгідного стану інфраструктуру. Від постійних бойових дій потерпало населення.